# Бордон, Филипе
Филипе Бордон (порт.-браз. Filipe Bordon); род. 24 июня 2005, Рибейран-Прету, Сан-Паулу) — бразильский футболист, защитник клуба «Лацио», выступающий на правах аренды за клуб «Зюйдтироль».

## Клубная карьера
Бордон — воспитанник клубов «Ботафого РП», «Инте де Бебедуру», «Ферровиария», «Атлетико Паранаэнсе» и итальянского «Лацио».

## Международная карьера
В 2025 году Бордон в составе молодёжной сборной Бразилии принял участие в молодёжном чемпионате Южной Америки в Венесуэле. На турнире он сыграл в матчах против команд Уругвая, Эквадора, Парагвая и Колумбии.

## Достижения
Международные
 Бразилия (до 20)
- Победитель молодёжного чемпионата Южной Америки — 2025